# Маноле
Маноле е село в Южна България. То се намира в община Марица, област Пловдив.

## География
Намира се на 12 км североизточно от Пловдив.

## История
През 1988 г. бе отпразнувана 500-годишнината от създаването на село Маноле. Според легендата селото е основано от майстор Манол, които построил хан до стария римски път.

## Население
Численост на населението според преброяванията през годините:
| \| Година на преброяване \| Численост \| \| --------------------- \| --------- \| \| 1934 \| 2242 \| \| 1946 \| 2423 \| \| 1956 \| 2992 \| \| 1965 \| 2866 \| \| 1975 \| 3069 \| \| 1985 \| 3305 \| \| 1992 \| 3140 \| \| 2001 \| 3097 \| \| 2011 \| 2937 \| \| 2021 \| 2756 \| |           |
| Година на преброяване | Численост |
| 1934 | 2242      |
| 1946 | 2423      |
| 1956 | 2992      |
| 1965 | 2866      |
| 1975 | 3069      |
| 1985 | 3305      |
| 1992 | 3140      |
| 2001 | 3097      |
| 2011 | 2937      |
| 2021 | 2756      |

### Етнически състав
Преброяване на населението през 2011 г.
Численост и дял на етническите групи според преброяването на населението през 2011 г.:
|                     | Численост | Дял (в %) |
| Общо                | 2937      | 100.00    |
| Българи             | 2495      | 84.95     |
| Турци               | 86        | 2.92      |
| Цигани              | 131       | 4.46      |
| Други               | 0         | 0.00      |
| Не се самоопределят | 8         | 0.27      |
| Неотговорили        | 217       | 7.38      |

## Културни и природни забележителности
В границите на село Маноле се намира могилата Малтепе. Тя е останала от времето на траките и е най-голямото съоръжение, направено от човешка ръка в цялата околност. Преди време беше сканирана. Установяват, че в нея няма злато, но вероятно ще бъдат изкопани три саркофага.
През 2019 год. в могилата Мал тепе са проведени археологически разкопки с ръководител доц. Кисьов. Разкрито е внушително инженерно съоръжение, представляващо стъпаловидна кула с височина повече от 20 м, покрита с могилния насип, която е служила като фундамент за изградено на върха на могилата монументално съоръжение, вероятно с вид на античен храм със стъпаловиден подиум, колонада и вероятно статуарна група. За съжаление, след като през 2019 г. е разкрита почти изцяло южната фасада на римската кула, през зимата тя е оставена без никакво укрепване и без да бъде засипана обратно, поради което през февруари 2020 г. цялата южна фасада се срутва. Вероятната причина е, че съоръжението е било строено като фундамент за паметника на върха на могилата и съответно зидарията не е била здраво превързана и укрепена с тухлени пояси, тъй като не е била предназначена да носи тежестта на свободно стояща сграда. Това обстоятелство не е отчетено от археолозите, които си пожелават кулата да не се струти през зимата и не предприемат мерки за нейното укрепване.
Намерените на обекта монети са от времето на император Филип I Арабина (244 – 249 г.). Работна датировка на съоръжението, предложена то изследователския екип, е II – ІІІ в. сл. Хр., около или след епохата на Войнишките императори в древен Рим.
Преди време имаше и друга по-малка могила. Тя се намира в селскостопанския двор на „Маноле 2“. Обектът е проучен и са установени разнообразни археологически материали, които се съхраняват в Археологическия музей в Пловдив.
При село Маноле е локализирана пътна станция Сирнота (лат. Sernota, Syrnota) на римския военен път (Виа Милитарис), отстояща на 11 римски мили (18 km) източно от Филипопол (дн. Пловдив). Отбелязана е на Бурдигалския пътеводител от 333 г. като mutatio (спирка за кратка почивка и смяна на коне). Намирала се е на територията, администрирана от Филипопол. Вероятно е изградена заедно със строежа на военния път през 60-те години на I в. сл. Хр.
Част от римския път е окрита между с. Рогош и с. Маноле и южно от гарата на селото.

## Редовни събития
Ежегодно се организира събор на 8 септември.

## Други
На селото има гара за линията Пловдив-Бургас